# Сензос
Сензо́с (фр. Sinzos, окс. Sindòu) — коммуна во Франции, находится в регионе Юг — Пиренеи. Департамент — Верхние Пиренеи. Входит в состав кантона Турне. Округ коммуны — Тарб.
Код INSEE коммуны — 65426.

## География
Коммуна расположена приблизительно в 650 км к югу от Парижа, в 110 км юго-западнее Тулузы, в 12 км к востоку от Тарба.
На западе коммуны протекает река Аррет-Дарре и расположено одноимённое водохранилище, образованное дамбой.

## Климат
Климат умеренно-океанический с солнечной тёплой погодой и обильными осадками на протяжении практически всего года.

## Население
Население коммуны на 2010 год составляло 143 человека.
| 1962 | 1968 | 1975 | 1982 | 1990 | 1999 | 2010 |
| ---- | ---- | ---- | ---- | ---- | ---- | ---- |
| 117  | 108  | 102  | 113  | 117  | 123  | 143  |

## Экономика
В 2010 году среди 96 человек трудоспособного возраста (15-64 лет) 77 были экономически активными, 19 — неактивными (показатель активности — 80,2 %, в 1999 году было 74,1 %). Из 77 активных жителей работали 73 человека (38 мужчин и 35 женщин), безработных было 4 (2 мужчин и 2 женщины). Среди 19 неактивных 7 человек были учениками или студентами, 9 — пенсионерами, 3 были неактивными по другим причинам.